# اوموته‌ساندو هیلز

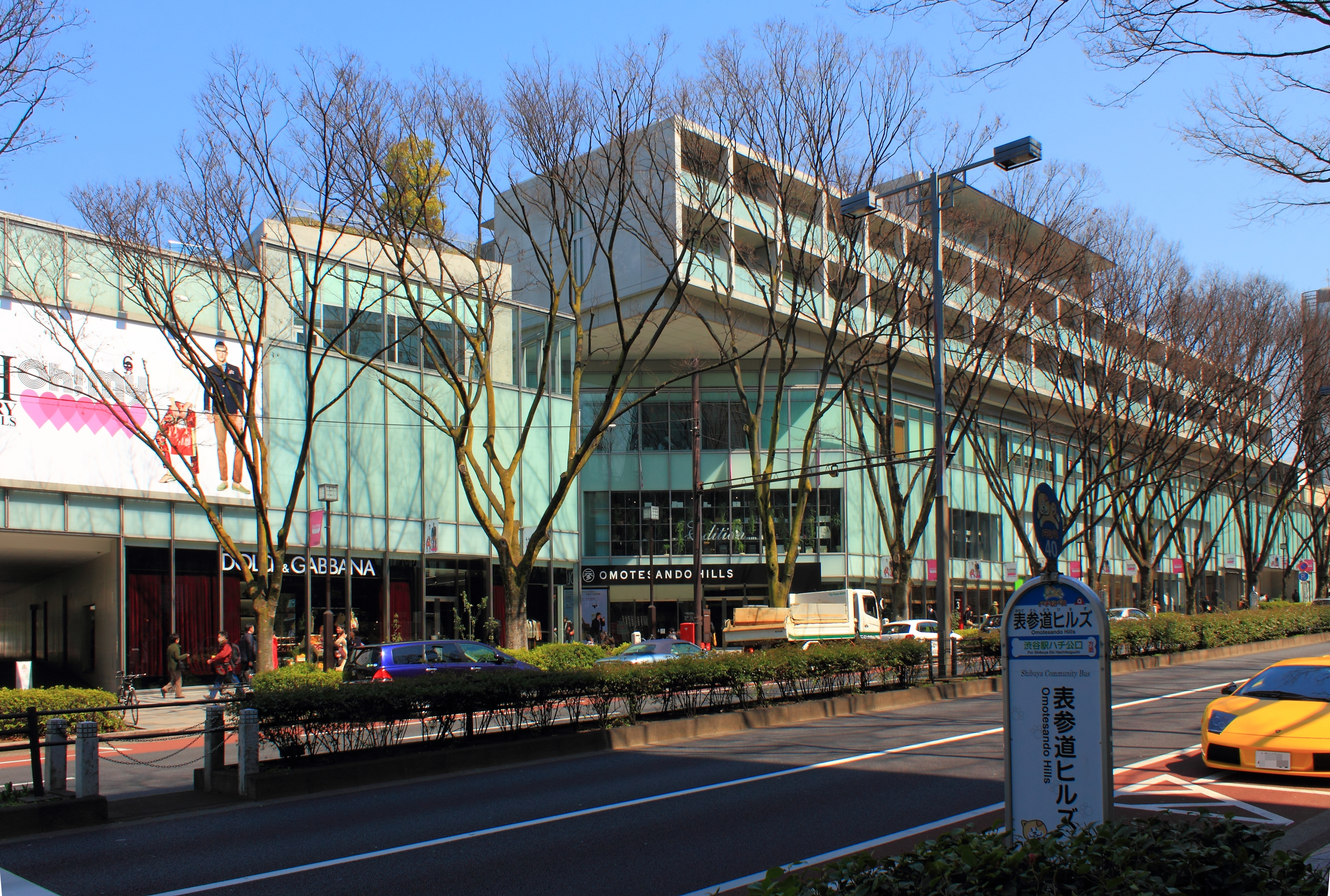
اوموته‌ساندو هیلز

اوموته‌ساندو هیلز (به ژاپنی: 表参道ヒルズ Omotesando Hills)، یک مجتمع خرید در مرکز توکیو است که در سال ۲۰۰۵ افتتاح شد و در مجموعه ای از توسعه‌های شهری توسط مینورو موری ساخته شده‌است. این منطقه دویست و پنجاه متری از اوموته‌ساندو، یک ردیف جهت خرید و (قبلا) مسکونی در آئویاما را اشغال می‌کند. اوموته‌ساندو هیلز توسط تادائو آندو طراحی شده‌است و شامل بیش از ۱۳۰ مغازه و ۳۸ آپارتمان است.